# Castelo de Weckmund

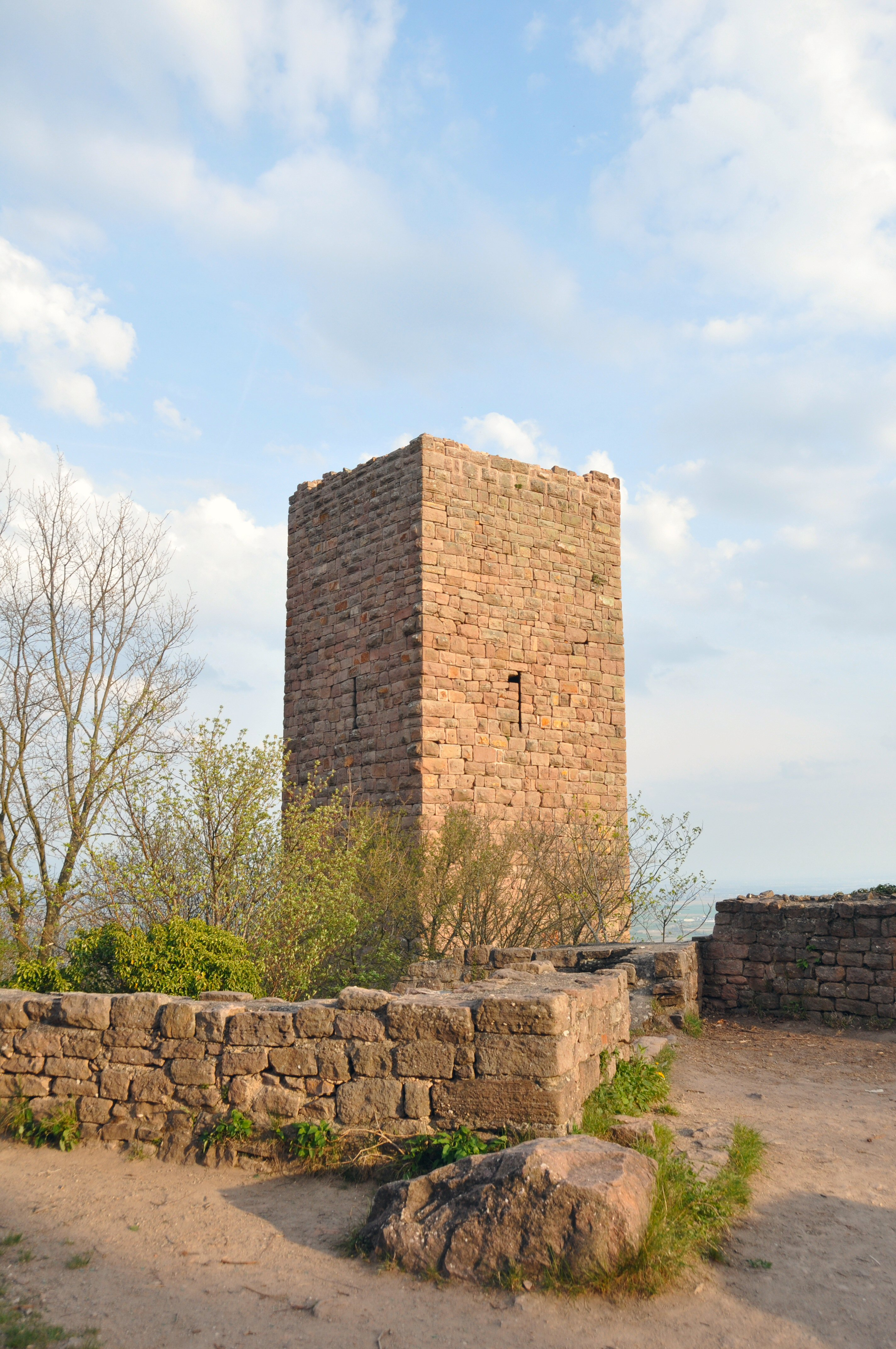
Uma das torres do Castelo de Weckmund.

Château de Weckmund é um castelo em ruínas na comuna de Husseren-les-Châteaux, no departamento de Haut-Rhin, Alsácia, França. É classificado como um monumento histórico desde 1840.